# Johnny Indrisano
Johnny Indrisano, eigentlich Johnny Andrews Andressano (* 1. Januar 1905 in Boston, USA; † 9. Juli 1968 in San Fernando Valley, Kalifornien, USA) war ein amerikanischer Schauspieler, Boxer, Stuntman und Leibwächter.

## Leben
Johnny Indrisano entstammte ärmlichsten Verhältnissen. 1924 begann er seine Karriere als Mittelschwergewichtsboxer, die bis 1934 anhielt, damals noch unter seinem echten Namen. Obwohl er keine Titel gewann, gewann er die meisten Kämpfe und schlug so bedeutende Boxer wie Lou Broulliard, Tommy Freeman, Joe Dundee, Nick Testo, Sig Kepper und Sammy Baker. Von 83 Profikämpfen gewann er 80. Nach seiner Karriere als Boxer war er von 1934 bis 1949 als professioneller Box-Schiedsrichter tätig. 
Seine erste Berührung mit dem Film bekam er als Stuntman in gut 13 Filmen sowie als persönlicher und offizieller Boxtrainer Hollywoods. Er trainierte unter anderem John Garfield, Spencer Tracy, Cary Grant, Mickey Rooney, Robert Ryan, Robert Taylor, Jimmy Durante, Fred MacMurray und Ricardo Montalbán. Trotz seiner Heirat mit Mary Gilbert (die Ehe hielt von 1932 bis 1939) hatte er eine in ganz Hollywood bekannte Affäre mit Mae West, deren Leibwächter und Fahrer er war. Auch verband ihn eine Freundschaft mit Frank Sinatra. 
Seinen ersten Film drehte er 1935 mit dem Titel The Winning Ticket. Es folgten Auftritte in über 160 weiteren Filmen, in sehr vielen blieb er jedoch ungenannt, wurde als Kleindarsteller oder Stuntman eingesetzt. Auch für das Fernsehen war er tätig und hatte Gastrollen in Serien wie Bonanza, Honza und Run for your life.
Er starb am 9. Juli 1968 unter mysteriösen Umständen. Zwar ging man von Selbstmord aus, da er erhängt aufgefunden wurde, aber bis heute ist der Fall nicht restlos aufgeklärt.

## Filmografie (Auswahl)
- 1935: The Winning Ticket
- 1936: Auf in den Westen (Go West Young Man)
- 1946: Morgen und alle Tage (From This Day Forward)
- 1946: Lives Wires
- 1946: In Fast Company
- 1947: Eine brennende Liebe (The Other Love)
- 1947: Killer McCoy
- 1948: Trouble Maker
- 1948: Jedes Mädchen müßte heiraten (Every Girl Should Be Married)
- 1948: Straße ohne Namen (The Street with No Name) (als Berater)
- 1948: Lulu Belle
- 1949: Vor verschlossenen Türen (Knock on Any Door)
- 1949: Frau in Notwehr (The Accused)
- 1949: Spielfieber (The Lady Gambles)
- 1949: Noras schwache Stunde (Bride for Sale)
- 1950: Drohende Schatten (Shadow on the Wall)
- 1950: Der Unglücksrabe (The Yellow Cab Man)
- 1950: Gefährliche Mission (Wyoming Mail)
- 1950: Gangster von Chicago (Hi-Jacked)
- 1951: Ausgezählt (Iron Man)
- 1951: Der Cowboy, den es zweimal gab (Callaway Went Thataway)
- 1952: Zu allem entschlossen (Meet Danny Wilson)
- 1953: Der Tolpatsch (The Caddy)
- 1957: The Devil’s Hairpin
- 1959: Manche mögen’s heiß
- 1962: Who’s Got the Action?